# 시천 (수호전)

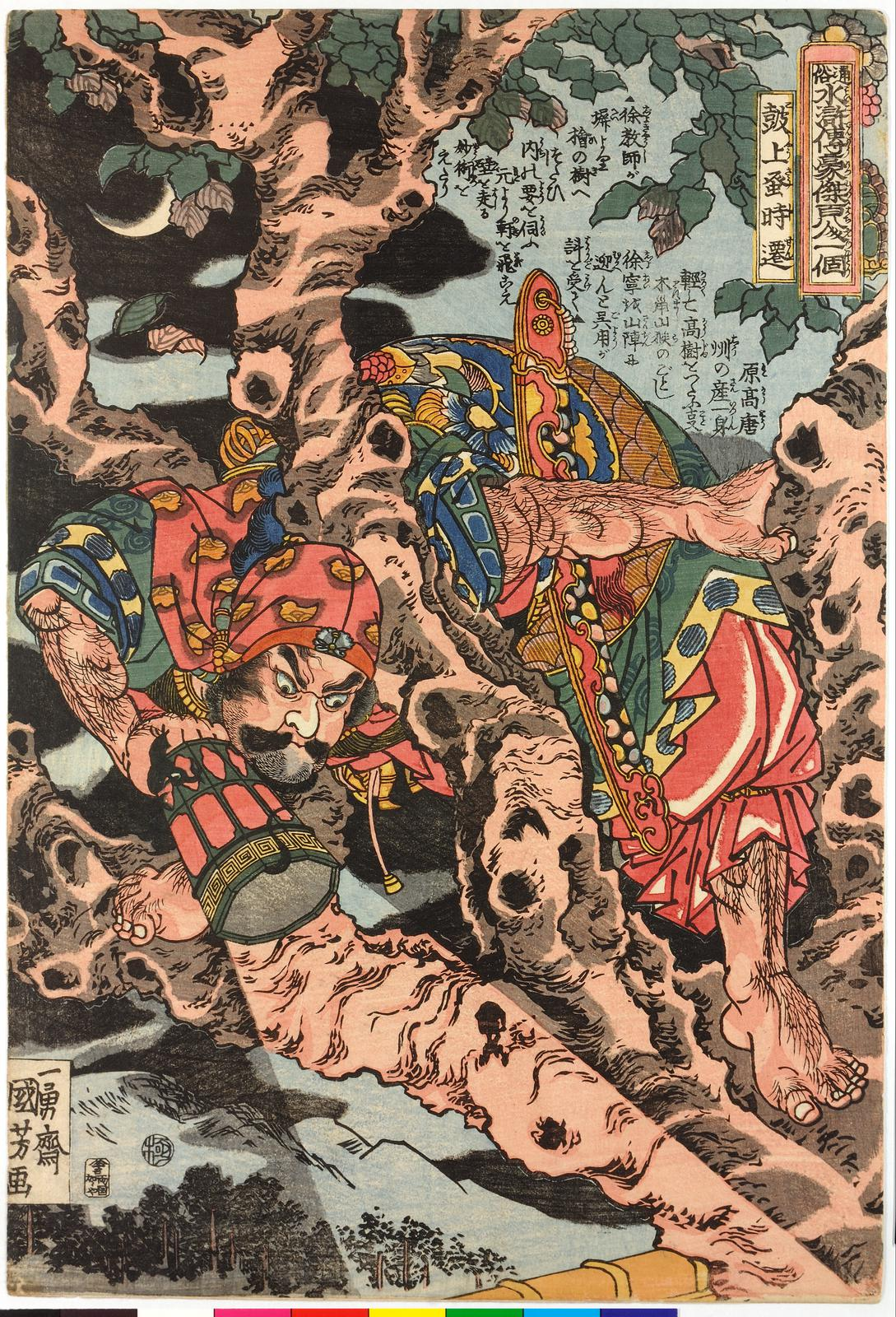

시천(時遷)은 중국의 사대기서(四大奇書) 중 하나인 《수호전》(水滸傳)에 등장하는 인물로, 108성 중 107위이자 지살성(地煞星)의 지적성(地賊星)에 해당한다. 검고 날카로운 눈빛의 용모. 천성이 민첩하고 유연한 몸을 가졌고, 북 위에서 뛰어놀아도 마치 벼룩이 그러하듯 소리가 나지 않을 정도로 가벼워 별호가 고상조(鼓上蚤)이다. 변장과 동물 울음 흉내도 잘 내 양산박에서는 다양한 공작 활동에서 활약하였다. 또한 민간신앙 속에서 신격화되어 경극에도 시천을 주인공으로 한 연극이 존재한다.

## 생애
고당주 출신. 떠돌이 도적으로 빈집과 말도둑 등을 하였다. 취병산에서 새벽부터 성묘를 하다가 이곳에서 양웅과 석수가 간통한 양웅의 아내 반교운과 시녀 영아를 살해하는 것을 목격, 두 사람이 석수가 알게 된 대종을 의지해 양산박으로 가려는 이야기를 하는 것을 듣고 자신도 동료로 받아달라는 이야기를 하며 남들 눈에 띄지 않는 뒷길을 알려주는 조건으로 두 사람은 시천의 동료가 되기로 한다. 도중 축가장이라는 마을에서 숙소를 잡았는데, 식사 때 반찬이 될 고기와 채소를 동났다는 말을 들은 시천은 뒷마당에 있던 닭을 마음대로 잡아다가 요리해 버렸다. 그런데 그 닭은 아침을 알리는 닭이었기 때문에 마을 주민들과 실랑이가 벌어지고 시천은 포박되었다. 이때 달아난 양웅과 석수가 양산박을 가서 사태를 알리고, 축가장이 원래 양산박을 노리고 있던 것에서 두 세력 사이에 전쟁으로 발전하여 양산박에서 축가장을 함락시킬 때 시천도 같이 구출되었다. 닭을 훔친 시천의 경망스러운 행동에 양산박 수령 조개는 양산박의 이름을 속여 우리 얼굴에 먹칠을 했다며 격분했지만 부수령 송강이 이를 말리는 바람에 시천도 가까스로 양산박 대열에 합류할 수 있었다.
양산박 입산 후 시천은 석용과 함께 양산박의 북쪽에 마련된 주점에서 정보 수집 임무를 맡았다. 호연작이 양산박에 쳐들어왔을 때는 호연작의 연환마전법을 이기는 데 필요한 인재 서녕을 동료로 데려오기 위해 그의 가보인 갑옷을 훔쳐내는 작전에 가담하여 서녕의 집 천장 위에 매달았던 것을 멋지게 훔쳐내고 서녕을 양산박으로 유인하여 패거리로 끌어들이는 데 성공하였다. 호연작과의 싸움으로 파괴된 주막이 재건될 무렵에는 상대가 이립으로 바뀌고 북경대명부 공격에서는 공격의 신호로 경계병을 뚫고 취운루라는 누각에 불을 지르는 역할을 성공시킨다. 또한 이때 공명, 공량 형제의 변장에 대해 충고를 하는 등 작전에 대한 열의를 보였다.
양산박에 108명이 모인 후에는 기밀전령 담당 보병 두령 중 한 명으로 임명된다. 관군과의 싸움에서는 적진에 잠입하여 불을 질러 혼란시키는 공을 들었으며 양산박이 조정에 귀순한 후의 전투에서도 잠입이나 계략에 참여하여 전과 같은 활약들을 하였다. 악화와 개봉의 등잔 구경에 나서기도 했다. 방랍토벌 때는 난관인 욱령관을 돌파하는 샛길을 현지 스님으로부터 듣고 공략의 단초를 여는 수훈을 꼽는데, 개선 도중 곽란(일사병 혹은 설사 구토 등을 일으키는 급병)을 앓아 쇠약사하였다.

## 여담
시천은 《수호전》의 등장인물 중에서도 이야기뿐만 아니라 실제로 도교의 신으로 모셔지게 되었다고 한다. 특히 중국 강남에서는 거지, 도둑의 신으로 명나라, 청나라 때부터 널리 신앙되어 왔으며 그가 최후를 맞이했다고 알려진 항주에는 실제로 묘가 건립되었다. 마오쩌둥은 쳐내야 할 사교의 하나로 시천신앙을 꼽았다.